# EToro
EToro is een sociaal handelsplatform dat zich met tal van activa richt op het leveren van financiële diensten en mogelijkheden om handelsstrategieën van anderen te kopiëren. Het van oorsprong Israëlische bedrijf is momenteel gevestigd in Cyprus, Israël, het Verenigd Koninkrijk, de Verenigde Staten en Australië. In 2018 noteerde het bedrijf een waardering van $800 miljoen. In januari 2022 was de waarde van het bedrijf $ 8,8 miljard.

## Geschiedenis
In 2007 werd Tel Aviv de voorloper van eToro opgericht door de gebroeders Yoni en Ronen Assia in samenwerking met David Ring. Op dat moment heette het bedrijf nog RetailFX.
In 2010 bracht eToro het sociale investeringsplatform eToro OpenBook, samen met de "CopyTrading"-functie. Het speciale hieraan is dat beleggers via het eToro-handelsplatform andere goed presterende handelaren kunnen bekijken en vervolgens automatisch hun strategieën kunnen kopiëren. Later in 2010 bracht eToro zijn eerste Android-app uit, waardoor beleggers naast de desktop versie ook de mogelijkheid hebben om via mobiele apparaten hun in gewenste financiële instrumenten te handelen.
In een aantal financieringsrondes van 2007 tot 2013 haalde het bedrijf $31,5 miljoen. Vervolgens kreeg het groeiende bedrijf in 2014 van enkele Russische en Chinese investeerders een extra financiële injectie ter waarde van $27 miljoen. Eind 2017 besloot eToro met CoinDash in zee te gaan om sociale handelsmogelijkheden die zich blockchain technieken baseren te ontwikkelen. In 2018 wist eToro nog eens $100 miljoen binnen te halen met een particuliere financieringsronde.
Uit de bedrijfsrapportering van eToro blijkt dat er de afgelopen decennia ruim $162 miljoen in eToro geïnvesteerd is door verschillende investeringsmaatschappijen, waaronder CommerzVentures, Spark Capital, SBI Holdings, Korea Investment Partners en China Minsheng Financial Holdings.
De ontwikkelingen van eToro in het aanbod namen in 2013 een vlucht toen het bedrijf de mogelijkheid bood om te beleggen in aandelen en CFD's, met een initieel aanbod van 110 aandelen. In hetzelfde jaar kreeg eToro toestemming van de handelsautoriteit FCA om zijn diensten in het VK aan te gaan bieden vanuit dochteronderneming eToro UK. In januari 2014 voegde eToro de Bitcoin toe aan zijn aanbod aan investeringsinstrumenten. Op het gebied van aandelen werd er in april 2014 ook een slag gemaakt toen eToro het aanbod uitbreidde met aandelen van 130 Britse en Duitse bedrijven uit de FTSE 100 en de DAX30 inde. Drie jaar na de opname van de Bitcoin werd er in 2017 besloten nog negen andere cryptovaluta toe te voegen.
In 2017 introduceerde eToro zijn CopyPortfolio-functie. Beleggers kunnen hiermee investeringsportefeuilles van de best presterende handelaren op het platfrom kopiëren. De functie maakt voor een deel gebruik van machine learning.
Eind 2017 meldde eToro 8 miljoen geopende accounts te hebben. In 2018 lanceerde eToro een cryptovaluta wallet voor Android en iOS. In mei 2018 betrad eToro de Amerikaanse markt met een aanbod van 10 cryptovaluta: Bitcoin, Ethereum, Litecoin, XRP, Dash, Bitcoin Cash, Stellar, Ethereum Classic, NEO en EOS.
In november 2018 kondigde eToro de lancering aan van GoodDollar. GoodDollar is een non-profit, open-source gemeenschapsproject dat zich richt op het verminderen van de wereldwijde ongelijkheid in rijkdom door middel van een universeel basisinkomen (OBi) door van blockchain-technologie gebruikt te maken. Het project werd door CEO Yoni Assia tijdens de Web Summit 2018 gepresenteerd waarbij de bedrijfsleider aangaf er namens eToro $1 miljoen in te investeren.
In maart 2019 nam eToro de Deense blockchainontwikkelaar Firmo over voor een onbekend bedrag. Ruim een jaar later voegde eToro acht stablecoins toe aan eToroX, de handelsdienst voor cryptovaluta.
In september 2019 presenteerde eToro Lira, een nieuwe open source programmeertaal voor financiële contracten. Een maand later bracht eToro een cryptoportfolio uit dat zich met behulp van AI-technologie op sentiment baseert. Het analyseert doorlopend positieve en negatieve uitlatingen over digitale activa op Twitter om tot handelsbesluiten te komen. eToro nam in november 2019 Delta over, een Belgisch bedrijf dat applicaties ontwikkelt om crypto-portfolio’s te volgen.

## Activiteiten
De hoofdkantoren van eToro zijn gevestigd in Limassol (Cyprus), Londen (VK) en Tel Aviv (Israël) en daarnaast regionale kantoren in Sydney (Australië), Hoboken (New Jersey, Verenigde Staten), Hong Kong en Beijing (China).
eToro wordt door de CySEC autoriteit in de EU gereguleerd. Daarnaast is het in het VK geautoriseerd door de FCA, in de Verenigde Staten door FinCEN en in Australië door de ASIC.
De broker is met een klantenbestand van 20 miljoen gebruikers actief in 140 landen.

## Marketing en uitbreiding
In augustus 2018 kondigde eToro een sponsorovereenkomst aan met zeven Britse Premiership-teams, waaronder Tottenham Hotspur FC, Brighton & Hove Albion FC, Cardiff City FC, Crystal Palace FC, Leicester City FC, Newcastle United FC en Southampton FC. De partnerschappen werden in 2019-20 voor de Premier League uitgebreid met Aston Villa FC en Everton FC die zich bij Southampton FC, Tottenham Hotspur FC, Crystal Palace FC en Leicester City FC aansloten. eToro is ook reeds de shirtsponsor van Vitesse, AS Monaco, Slavia Praag en CFR Cluj. 
In 2018 werd aangekondigd dat Game of Thrones acteur Kristian Nairn in een advertentiecampagne voor eToro te zien zou zijn. De commercial die onder andere de 'HOD L' internetmeme bevatte werd in oktober 2018 op YouTube uitgebracht.

### Verenigde Staten
In maart 2019 lanceerde eToro zijn cryptovalutahandelsplatform en zijn stand-alone cryptovalutawallet voor Amerikaanse gebruikers. Het biedt momenteel 14 cryptovaluta aan in 32 staten. Volgens Techcrunch was de lanceringsstrategie geworteld "in het feit dat het bedrijf gelooft in de immense marktkansen die liggen in de tokenisatie van activa."